# Боанвил ан Воевр
Боанвил ан Воевр (фр. Boinville-en-Woëvre) насеље је и општина у североисточној Француској у региону Лорена, у департману Меза која припада префектури Верден.
По подацима из 2011. године у општини је живело 69 становника, а густина насељености је износила 12,21 становника/km². Општина се простире на површини од 5,65 km². Налази се на средњој надморској висини од 203 метара (максималној 221 m, а минималној 194 m).

## Демографија
| 1962. | 1968. | 1975. | 1982. | 1990. | 1999. | 2011. |
| ----- | ----- | ----- | ----- | ----- | ----- | ----- |
| 102   | 113   | 88    | 87    | 68    | 66    | 69    |

График промене броја становника у току последњих година